# Ignalina
Ignalina (en polaco: Ignalino) es una ciudad situada en el este de Lituania que posee 6.591 habitantes. Es famosa por su RBMK, una planta de energía nuclear en la cercana Visaginas, que se cerró en 2009. Ignalina es cabecera del municipio-distrito del mismo nombre. 
Se dice que el nombre de Ignalina obtuvo su nombre de Ignas y Lina, dos amantes con nombres muy populares de Lituania. Aunque hay evidencias arqueológicas de que la gente vivía en la zona de Ignalina ya en la Edad de Piedra, Ignalina alcanzó una entidad real como núcleo urbano hacia 1810, y comenzó a crecer tras la construcción del ferrocarril que conecta Varsovia y San Petersburgo, en 1866. Es considerada como una de las nuevas ciudades industriales. Sin embargo, hoy en día es más conocida como destino turístico debido a la presencia del parque nacional Aukštaitija.